# 230-as évek
Évszázadok: 2. század – 3. század – 4. század
Évtizedek: 180-as évek – 190-es évek – 200-as évek – 210-es évek – 220-as évek – 230-as évek – 240-es évek – 250-es évek – 260-as évek – 270-es évek – 280-as évek
Évek: 230 231 232 233 234 235 236 237 238 239

## Események
- 235-284 anarchia és polgárháborús időszak a Római Birodalomban.
- 238-ban lázadás tör ki Afrikában a római uralom ellen, közel fél évszázadig tart a háborús helyzet.

## Híres személyek
- 235-ben meggyilkolják Severus Alexander római császárt.
- Maximinus Thrax római császár (235-238)
- I. Gordianus római császár (238)
- II. Gordianus római császár (238)
- Balbinus római társcsászár (238)
- Pupienus római társcsászár (238)
- III. Gordianus római császár (238-244)
- Pontiánusz pápa (230-235)
- Anterósz pápa (235-236)
- Fábián pápa (236-250)